# 张巧凤
张巧凤（1936年—），女，四川璧山人，中国川剧表演艺术家，四川省川剧院演员，曾任第八届全国政协委员。